# Aristolochia transsecta
Aristolochia transsecta (Chatterjee) C.Y.Wu – gatunek rośliny z rodziny kokornakowatych (Aristolochiaceae Juss.). Występuje naturalnie w Mjanmie oraz południowej części Chin (w prowincji Junnan).

## Morfologia
PokrójKrzew o pnących, kanciastych i lekko owłosionych pędach.
LiścieMają owalny lub podłużny kształt. Mają 12–19 cm długości oraz 3,5–6 cm szerokości. Są skórzaste. Nasada liścia ma sercowaty kształt. Z ostrym wierzchołkiem. Ogonek liściowy jest mniej lub bardziej owłosiony i ma długość 4–5 cm.
KwiatyZygomorficzne, pojedyncze. Mają ciemnobrązową barwę. Dorastają do 25 mm długości i 10 mm średnicy. Mają kształt wygiętej tubki. Są owłosione wewnątrz.

## Biologia i ekologia
Kwitnie od maja do czerwca.